# MK14
O Microcomputer Kit 14 ou MK14, foi um computador comercializado sob a forma de kit, lançado em Junho de 1978 por £39,95 pela Science of Cambridge do Reino Unido.

## Histórico
O MK14 surgiu como um aperfeiçoamento do SC/MP Introkit, um computador rudimentar para hobistas, composto por uma placa com um processador SC/MP da National Semiconductor e que utilizava como dispositivos de entrada/saída um "display" e um teclado de calculadora. Por volta de 1977, tais kits eram comuns nos Estados Unidos da América, mas não no Reino Unido, para onde eram importados por preços que beiravam £200. Foi aí que um jovem engenheiro eletrônico, Ian Williamson, pressentiu a possibilidade de ganhar algum dinheiro.
Williamson desenvolveu então, em suas horas vagas, o projecto para um novo computador, o qual ofereceu para comercialização pela Science of Cambridge (posteriormente Sinclair Computers), empresa que já tinha grande experiência na venda de kits pelo correio. O fato de que o nome de Williamson não seja hoje lembrado entre os pioneiros da computação doméstica no Reino Unido deve-se, por ironia a escolha que ele fez da UCP do seu micro, um produto da National Semiconductor (NS) norte-americana, o SC/MP, também conhecido por "Scamp". Embora houvesse outras UCPs com características igualmente interessantes na época, o "Scamp" era utilizado nos kits que haviam servido de inspiração para Williamson – e principalmente – seu preço em relação à concorrência era imbatível.
Williamson nunca pensou em seu kit de computador como uma oferta de "computação para as massas". Era simplesmente uma ferramenta educativa para se aprender como um microprocessador trabalha. Todavia, o pessoal da Science of Cambridge vislumbrou o que parecia ser um mercado promissor e foi feita uma oferta de £5000 para licenciar o projecto de Williamson, prontamente aceita. Faltava apenas que ele recebesse uma cópia do contrato assinada por Clive Sinclair para que o negócio fosse fechado. Todavia, essa cópia jamais chegou às mãos dele.
Posteriormente, Williamson recebeu um telefonema de Chris Curry, porta-voz da Science of Cambridge, desculpando-se pelo fato de que o projecto teria de ser totalmente refeito, pois a empresa decidira usar um teclado de membrana, em vez dos botões de calculadora utilizados no protótipo de Williamson. Isso também acarretaria mudanças no software provido com o computador, visto que a detecção do pressionamento das teclas nesse tipo de teclado funciona de modo diferente daquela que Williamson havia especificado. O engenheiro reconheceu então que não poderia fazer tais mudanças e o acordo foi desfeito.
O que havia ocorrido é que Curry, ao abordar a National Semiconductor para comprar o primeiro lote de "Scamps", havia recebido uma contra-proposta irresistível: a empresa se ofereceu para redesenhar inteiramente o circuito de Williamson e torná-lo ainda mais econômico - desde que a Science of Cambridge comprasse todos os componentes do kit na própria NS.
Ao saber posteriormente que o negócio havia escapado de suas mãos, Williamson não culpou Sinclair, mas a NS, que teria se aproveitado da situação financeira da Science of Cambridge para lhes empurrar um produto que desejavam desesperadamente divulgar no Reino Unido. Williamson havia escrito um manual para o seu produto, e isto foi a única coisa dele que a Science of Cambridge acabou finalmente adquirindo. Pode-se dizer contudo, que Sinclair e seus assessores ficaram de consciência pesada com o episódio da NS, pois a compra dos direitos da documentação escrita pelo engenheiro rendeu-lhe a régia soma de £2000.
Na época, Sinclair acreditava que poderia vender 2000 kits, mas até o fim de sua produção, foram comercializados entre 10 e 15 mil MK14. Isto convenceu Sinclair de que havia um mercado real para computadores domésticos, o que resultaria posteriormente na criação do ZX80 e de seus vitoriosos sucessores, o ZX81 e o ZX Spectrum.

## Características técnicas
- Monitor ROM de 512 bytes.
- 256 bytes de RAM (expansíveis até 640 bytes na placa-mãe e um total máximo de 2170 bytes).
- Display de sete segmentos com 8 (ou 9) LEDs vermelhos.
- Teclado de 20 teclas (16 teclas com a numeração hexadecimal e 4 teclas de função) e botão de "reset".
- 16 linhas de entrada/saída disponíveis através do acréscimo de um CI 8154.
- Sem placa de som (diagrama para acréscimo de um conversor D/A disponível no manual).
- Sem armazenamento offline (armazenamento em cassetes e PROM oferecidos como extra opcional).
- Monitor opcional suportando texto em 32×16 caracteres ou gráficos em 64×64 pontos.

## Periféricos e actualizações
- Expansão de memória RAM (256 bytes, 128 bytes ou 1,5 Kb).
- Expansão de entrada/saída (16 linhas) através de um CI 8154.
- PROM para substituir a ROM original, com várias melhorias (incluindo acesso ao gravador de cassetes e um calculador de "offset").
- Conversor D/A ZX425 para produzir som.
- Programador de PROMs.
- Interface de cassetes.